# بيتي شانون
بيتي شانون (بالإنجليزية: Betty Shannon)‏ هي رياضياتية أمريكية، ولدت في 14 أبريل 1922 في نيويورك في الولايات المتحدة، وتوفيت في 1 مايو 2017 في ليكسينغتون في الولايات المتحدة.